# Ballinasloe
Ballinasloe (irisch Béal Átha na Slua) ist eine Stadt im äußersten Osten des Countys Galway in Irland.
Die Stadt entstand aus einer Furt über den Fluss Suck, einem Shannon-Zufluss. Der irische Ortsname, der Zugang zur Furt der Menschenmengen bedeutet, weist ebenfalls auf diesen ursprünglichen Sinn des Ortes hin. Seit uralten Zeiten war der Ort ein Treffpunkt. In den letzten Jahren wurde ein neuer öffentlicher Hafen am Suck gebaut, der dem Shannon-Bootsverkehr Zugang zur Kleinstadt erlaubt.

## Sport
In Ballinasloe gibt es erfolgreiche und traditionell reiche Fußball-, Golf-, Cricket- und Rugby-Klubs, aber auch den Duggan Park der Gaelic Athletic Association (GAA), des irischen Sportverbandes für gälische Sportarten. Gälische Sportarten sind wahrscheinlich am beliebtesten, werden aber vor allem im Umland praktiziert. Die örtlichen Vereine für Gälische Sportarten sind St. Grellan's Gaelic Football Club, Ballinasloe Hurling Club und Ballinasloe Camogie Club.

## Feste und Veranstaltungen
Der Ballinasloe Fair ist einer der ältesten Pferdemärkte in Europa, dessen Geschichte bis ins 8. Jahrhundert zurückreicht. Heute wird der seit jeher beliebte Pferdemarkt zusammen mit einem Jahrmarkt jeden Oktober immer noch abgehalten und zieht jährlich bis 100.000 Besucher aus der ganzen Welt an. Besonders bekannt ist der Markt für die irische Pferderasse Tinker. Die Stadt veranstaltet auch ein erfolgreiches Sommerfest namens An tSúca Fiain.

## Verkehr

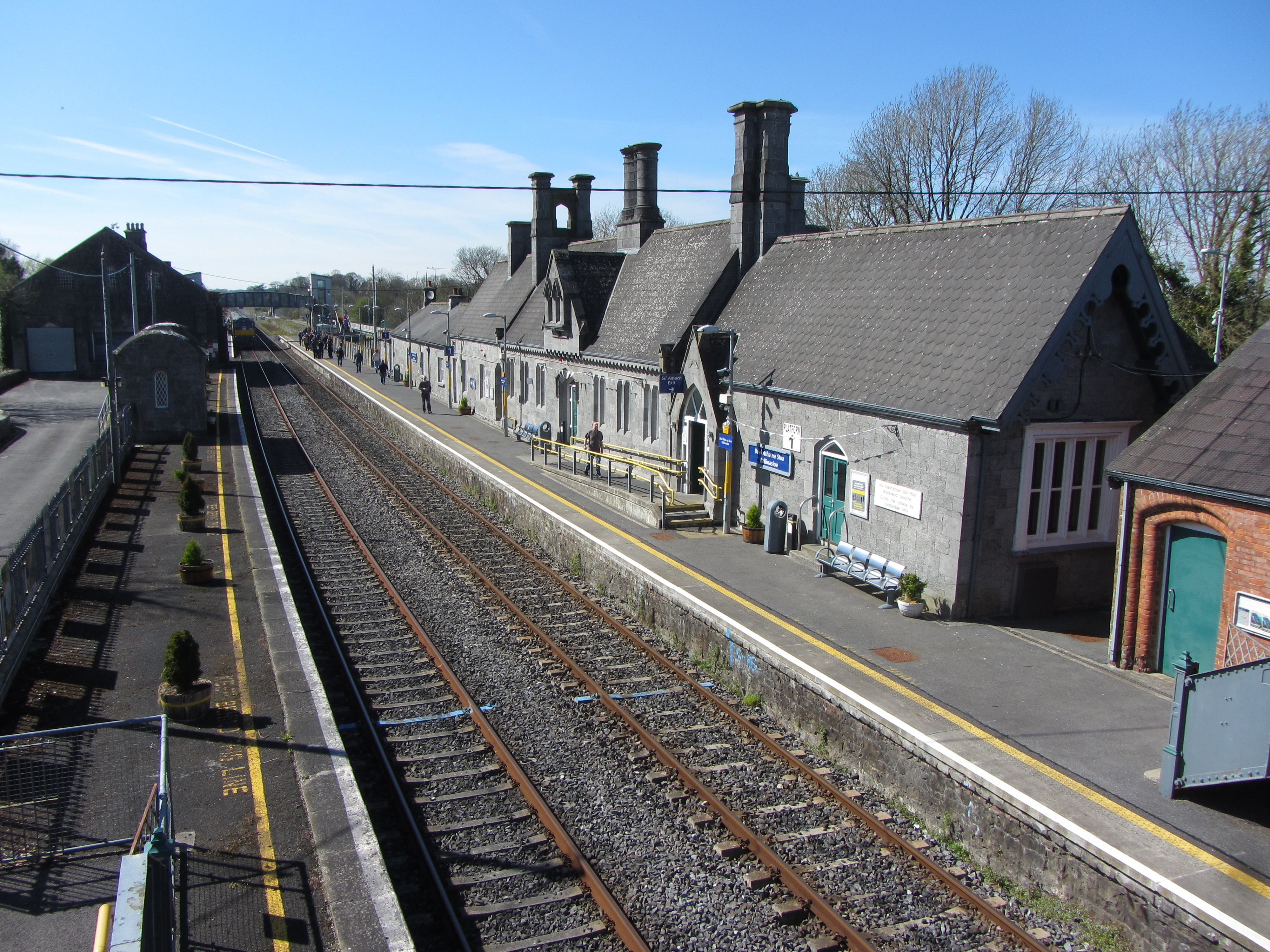
Bahnhof Ballinasloe

Ballinasloe hat einen Bahnhof an der Eisenbahnstrecke Dublin – Galway. Die Autobahn M6 wurde im Dezember 2009 eröffnet. Seitdem führt der Verkehr zwischen Dublin und Galway an der Stadt vorbei. Von 1828 bis in die 1960er Jahre war Ballinasloe der Endpunkt des Grand Canal. Dieser ist seitdem versandet, aber der Fluss Suck wurde inzwischen für den Binnenverkehr ausgebaut, so dass wieder eine Wasserverbindung zum Shannon existiert.

## Unternehmen
Die größten örtlichen Arbeitgeber sind Portiuncula und St. Brigid's Hospitals. Von ihrer Gründung 1936 an bis 2003 hatte die Dubarry Shoe Manufacturing Company ihren Sitz in der Stadt.

## Kirche
Der Schutzpatron von Ballinasloe ist der heilige Grellan, der die erste Kirche in der Gegend von Kilcloony geweiht hatte. Eine örtliche Siedlung, die Filiale von Conradh na Gaeilge und eine frühere Schule wurden ebenfalls nach ihm benannt.

## Schulen
In Ballinasloe gibt es zwei Secondary Schools, Garbally College und Ard Scoil Mhuire.

## Persönlichkeiten
In Ballinasloe geboren wurden der Autor Desmond Hogan (* 1950), die Politiker Tony Kett (1951–2009) und Noel Treacy (1951–2022), die ehemalige Gesundheitsministerin Mary Harney (* 1953), der Designer Philip Treacy (* 1967) und die Fußballspielerin Heather Payne (* 2000).
Der Erzbischof Joseph Cassidy (1933–2013) verstarb im Ort.